# Tomas Svensson
Tomas Runar Svensson (ur. 15 lutego 1968 w Eskilstunie) – szwedzki piłkarz ręczny, bramkarz. Obecnie trener bramkarzy w kadrze Islandii.|data=2015-02}} Karierę zakończył w Bundeslidze, w drużynie Rhein-Neckar Löwen. Trzykrotny medalista olimpijski.
W reprezentacji Szwecji od 1988 rozegrał ponad 300 spotkań. Dwukrotnie zdobywał tytuł mistrza świata (1990 i 1999), także dwa razy zwyciężał w mistrzostwach kontynentu (1994 i 2000). Na trzech igrzyskach z rzędu – 1992, 1996 i 2000 reprezentacja Szwecji sięgała po srebro.

## Osiągnięcia
- Igrzyska Olimpijskie:
  -  1992, 1996, 2000
- Mistrzostwa Świata:
  -  1990, 1999
  -  2001
  -  1993, 1995
- Mistrzostwa Europy:
  -  1994, 2000, 2002